# Borkowice (powiat kluczborski)
Borkowice (niem. Borkowitz, 1936-45 Borkenwalde) – wieś w Polsce położona w województwie opolskim, w powiecie kluczborskim, w gminie Kluczbork.
W latach 1954–1968 wieś należała i była siedzibą władz gromady Borkowice, po jej zniesieniu w gromadzie Bogacica. W latach 1975–1998 miejscowość należała administracyjnie do województwa opolskiego.

## Nazwa
W alfabetycznym spisie miejscowości na terenie Śląska wydanym w 1830 roku we Wrocławiu przez Johanna Knie miejscowość występuje pod polską nazwą Borkowic oraz nazwą zgermanizowaną Borkowitz. Obecna nazwa została administracyjnie zatwierdzona 12 listopada 1946.